# Pițigoi de stejar
Pițigoiul de stejar (Baeolophus inornatus) este o pasăre mică cântătoare din ordinul paseriformelor, din familia pițigoilor, Paridae. Uniunea Ornitologilor Americani a împărțit pițioiul de câmpie în pițigoiul de ienupăr și pițigoiul de stejar în 1996, din cauza diferențelor distincte de cântec, habitat preferat și structura genetică.
Pițigoiul de stejar este o pasăre mică, gri cu nuanțe maro, un moț sau creastă mică. Fața este simplă, iar partea inferioară este de un gri mai deschis. Sexele sunt similare, deoarece există foarte puțin sau deloc dimorfism sexual.  Se hrănește cu insecte și păianjeni, uneori este văzut prinzând insecte în aer. De asemenea, mănâncă fructe de pădure, ghinde și unele semințe, uneori lovind semințele de ramuri pentru a le deschide. Picioarele puternice îi permit să atârne cu capul în jos pentru a se hrăni.

## Galerie

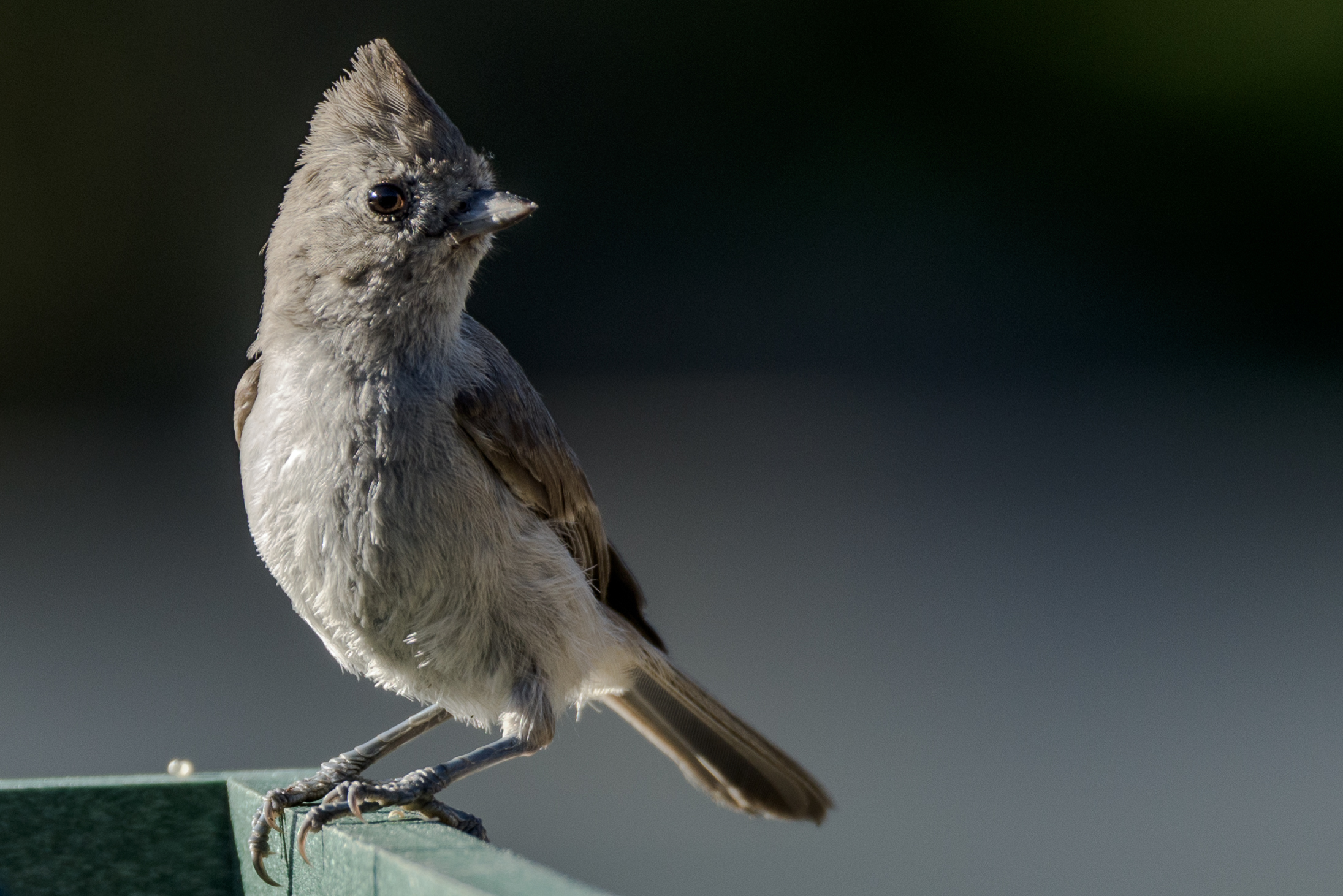
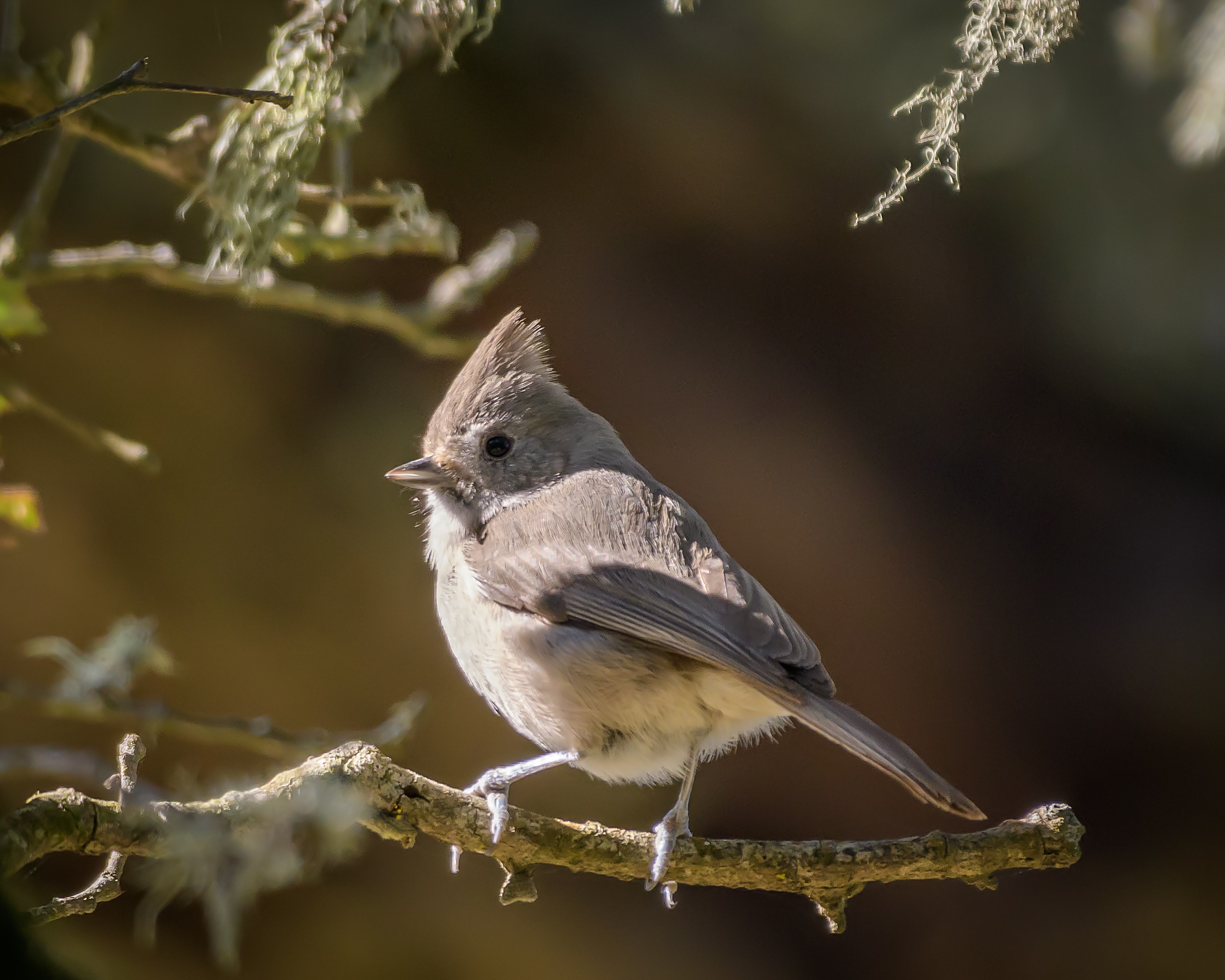
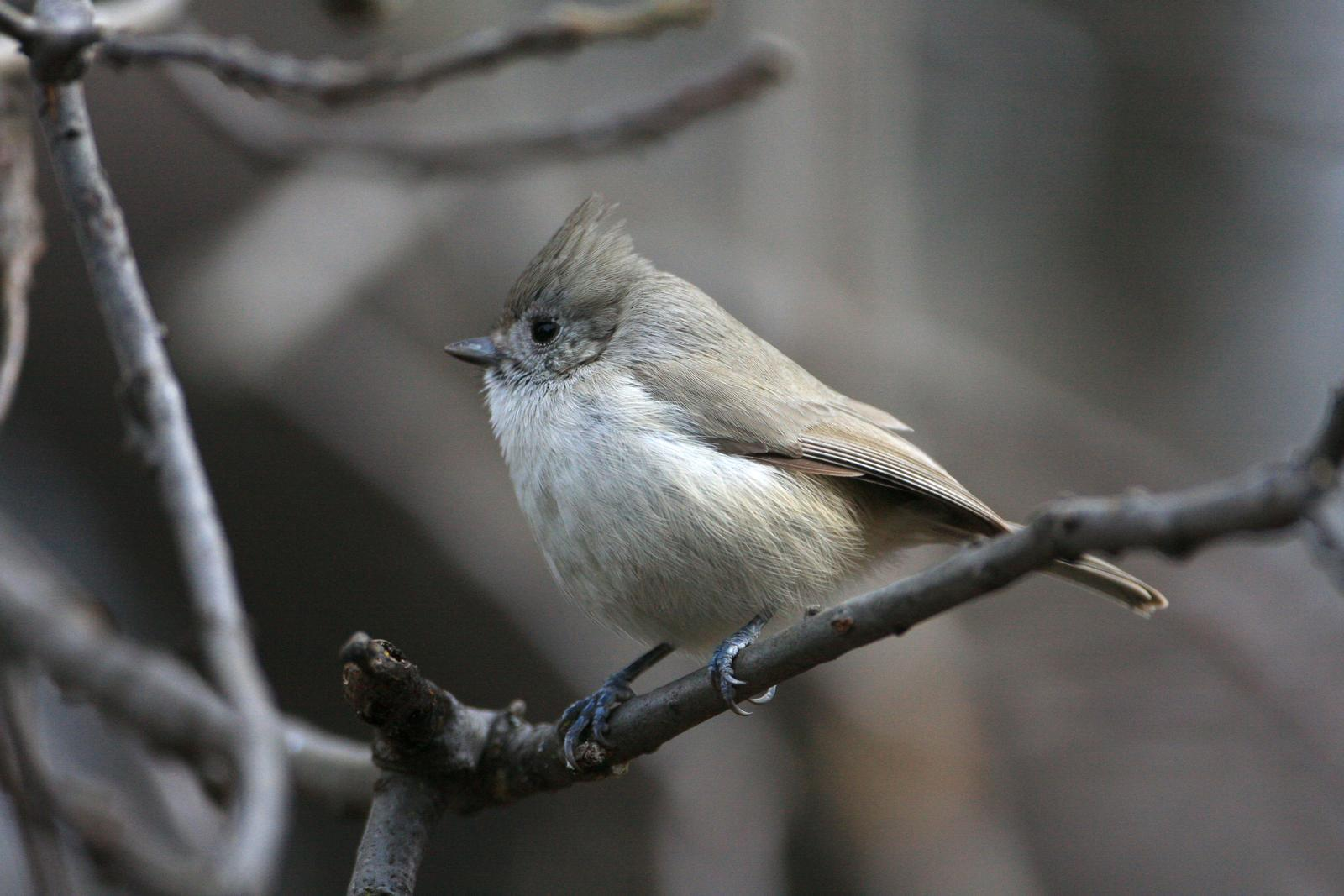